# День памяти латышских легионеров
День памяти латышских легионеров (латыш. Leģionāru piemiņas diena) — памятный день в Латвии, отмечаемый 16 марта в память воинов Латышского легиона СС. В этот день в Риге проходят шествия бывших легионеров и латышских националистов.
Неофициально, но с поддержкой государства проводится с 1990 года. В 1999 году день проходил на официальном уровне при поддержке Сейма Латвии, в следующие годы — вновь неофициально.
День подвергается критике, поскольку Латышский легион СС входил в состав формирований нацистской Германии и поминовение дня памяти его членов рассматривается как поддержка нацизма.

## Описание
Дата 16 марта выбрана в связи с тем, что в этот день в 1944 году латышские части войск СС — 15-я (1-я латышская) дивизия и 19-я (2-я латышская) дивизия — впервые совместно участвовали в боевых действиях.
Они сразились с наступающими советскими войсками у реки Великой чуть восточнее современной российско-латвийской границы, будучи отправлены командованием нацистской Германии на оборону складывающегося Курляндского котла.
В день памяти латышских легионеров бывшие члены Латышского легиона СС и сочувствующие им члены националистических партий Латвии идут шествием по улицам Риги и возлагают цветы к могилам павших легионеров, в том числе к могиле руководителя легиона, группенфюрера СС Рудольфа Бангерского.

## История
Памятная дата была установлена в апреле 1952 года «Ястребами Даугавы», изначально — ветеранской организацией взаимопомощи, а позднее — эмигрантской организацией. По мнению латвийского историка Виты Зельче (латыш. Vita Zelče), появление дня памяти произошло из-за того, что латыши из немецких лагерей рассеялись по разным странам и нуждались в ритуалах, способствующих солидарности между ними.

### Память о латышских легионерах
В Латвийской ССР день памяти латышских легионеров не был известен, он был привнесён в неё в период Перестройки, во время Третьего латышского пробуждения. В 1989—1990 годах в латвийских СМИ стала появляться информация о Латышском легионе СС — странице истории Латвии, которая была скрыта от послевоенного поколения латышей и потому вызвала живой интерес в латвийском обществе. В то время официальная советская история с её мифологией делегитимизировала себя в глаза жителей Латвии, взамен неё создавалась новая национальная история с новыми националистическими мифами. История о латышах, сражавшихся против советской власти, воспринималась как история героической борьбы
По данным латвийского социолога и историка Таливалдиса Вильчинша, в 1993 году в Латвии проживало 11,5 тысяч бывших легионеров, средний возраст которых составлял 70 лет. Часть из них приняла активное участие в Третьем латышском пробуждении. Им оказывали материальную и моральную поддержку «Ястребы Даугавы», в том числе в приведении в порядок могил павших легионеров. Таким образом, традиция памяти латышских легионеров, созданная «Ястребами Даугавы» в странах Запада, распространилась в Латвии.
Традиция поминовения воинов Латышского легиона СС стала часть большей традиции — поминовения жертв советских репрессий, в том числе депортированных латышей, узников ГУЛАГа и латвийских антисоветских партизан.
На парламентских выборах в Латвийской ССР 18 марта 1990 партия Движение за национальную независимость Латвии включила поминовение дня памяти латышских легионеров в свою политическую программу. Также их память продвигалась партией Отечеству и свободе.
Воздвижение памятников латышским легионерам привело к конфликту с центральными властями: 5-6 декабря 1990 года памятники латышским легионерам в Джуксте, Моресе, Цодесе и Яунпилсе были взорваны, а спустя две недели министр обороны СССР Дмитрий Язов сообщил, что это произошло по его приказу. Это активизировало поминание латышских легионеров и придало им положительный образ.

### Первые проведения дня памяти
Проведение дня памяти 16 марта впервые было запланировано в 1989 году на Братском кладбище, однако советская милиция оцепила кладбище и не позволила провести на нём никаких мероприятий.
Поминовение впервые прошло в 1990 году. В его организации приняли участие Движение за национальную независимость Латвии, «Ястребы Даугавы», Клуб защиты окружающей среды и другие. В Риге бывшие легионеры и их родственники прошли маршем с флагами до Братского кладбища, где возложили цветы, а также мероприятия прошли в Елгаве, Лиепае и других городах Латвии.
По мнению газеты «Latvijas Jaunatne», для многих латышей мероприятие стало символом полной независимости Латвии. При этом оно воспринималось в латвийском обществе неоднозначно: другая часть общества с сомнением относилась к тем латышам, кто воевал против СССР на стороне нацистской Германии.
В 1993 году, в год 50-летия с момента основания Латышского легиона СС, в день памяти латышских легионеров на башне Святого Духа в Рижском замке был поднят национальный флаг Латвии, в актовом зале Рижского технического университета офицеру 19-й дивизии латышского легиона Андрею Фрейманису был вручен Рыцарский крест Железного креста, в Военном музее Латвии была открыта выставка, посвящённая Латышскому легиону СС, а у Памятнику Свободы и на Братском кладбище были возложены цветы.
В 1994 году в Военном музее была проведена выставка картин бывших легионеров и выставка шитья военной медсестры, в Домском соборе была совершена служба, а также прошёл марш к Памятнику Свободы.
В начале 1990-х годов ко дню памяти легионеров относились как к государственному празднику: в мероприятиях принимали участие латвийские министры, а также президент Латвии Гунтис Улманис, который возлагал цветы к Памятнику Свободы, главному латвийскому мемориалу.

### Признание на официальном уровне
15 июня 1998 года Сейм Латвии проголосовал за то, чтобы 16 марта стал официальным днём памяти в Латвии.
В 1998 году день памяти был осуждён западными СМИ как проявление неонацизма. Этому способствовали прошедшие 3 марта 1998 года протесты русских пенсионеров Латвии против слишком малых пенсий. В том же году латвийским министрам запретили участие в дне памяти латышских легионеров.
13 января 2000 года под международным давлением день памяти вновь стал неофициальным, но ветераны продолжили проходить маршем к Памятнику Свободы. День памяти продолжил привлекать внимание международных СМИ.
В 1998—1999 годах отмечался на государственном уровне.
После протестов общественности и в преддверии вступления в ЕС празднование было запрещено, однако с 2005 года шествия возобновились.
В 2010 году вступил в силу вердикт Сената Верховного суда ЛР, признавший незаконным запрет марша легионеров, наложенный Рижской думой годом ранее.
В 2014 году за намерение участвовать в мероприятиях в День памяти латышских легионеров был отправлен в отставку министр охраны среды и регионального развития Эйнарс Цилинскис.

## Критика
Если вас устраивает, что они маскируются под борцов за независимость, то вы, по-моему, не понимаете сути вещей. Правда в том, что людям приходилось принимать тяжелое решение. Но если вы выбрали неправильную сторону, если поддержали режим, который убил десятки миллионов людей, то не думайте, что вы — герои. …Самое печальное, что я сегодня видел во время шествия молодых людей, которые шли с флагами современной, демократической Латвии, чтобы выразить почтение этим людям. Это создает представление о том, что в Латвии поддерживают людей, которые воевали за нацистскую Германию. И если кто-то это поддерживает, то он занял неправильную сторону.
— Директор Иерусалимского бюро Центра Симона Визенталя Эфраим Зурофф о мероприятиях в Риге 16 марта 2010, посвящённых памяти солдат Латышского легиона СС.
В 2019 году канадское внешнеполитическое ведомство осудило шествие.
По мнению российского историка Алексея Миллера, марш «проходит без осуждения европейских политиков» и является для него «безусловным личным оскорблением».
Американский социолог Виеда Скультанс (лит. Vieda Skultans) отмечает, что поминовение латышских легионеров игнорирует память 80-100 тысяч латышей, которые сражались в советской армии — половина из них жила в России или бежала туда от нацистской оккупации, а половина была мобилизована после занятия Латвии советскими войсками, и иногда члены одной семьи воевали за разные стороны. Больше половины из сражавшихся за СССР погибли, они поминаются не 16 марта или 9 мая, а в первую субботу августа на Братском кладбище в Риге.
Испанский юрист Леанид Казиритски (исп. Leanid Kazyrytski) пишет, что «случай с латвийским легионом СС выделяется, потому что Латвия — единственная страна Европейского союза, в которой имеется явная институциональная поддержка парадов бывших членов войск СС, чьи шествия интерпретируются местными властями не как прославление нацизма, а как дань памяти борцов за свободу и против советского вторжения».
18 марта 1999 года Госдума России приняла обращение к депутатам Сейма Латвии в связи с проведением шествия.
Российский МИД напоминает о резолюции Комиссии ООН по правам человека от 16 апреля 2004 года, где говорится, что комиссия «выражает глубокую озабоченность по поводу прославления бывших членов организации „Ваффен СС“, и, в частности, открытия памятников и мемориалов, а также проведения публичных демонстраций бывших членов СС» и подчеркивает, что «подобная практика оскорбляет память бесчисленных жертв организации СС, отравляет сознание молодёжи, несовместимо с обязательствами государств-членов ООН по её Уставу и наносит ущерб целям и принципам Организации, ведёт к эскалации современных форм расизма, расовой дискриминации, ксенофобий и связанной с ними нетерпимости и способствует распространению и умножению числа различных экстремистских политических партий, движений и групп…».
В 2011 году Европейская комиссия по борьбе с расизмом и нетерпимостью приняла доклад по Латвии, в котором выразила «озабоченность разрешением определённых публичных мероприятий по отмечанию двух инцидентов и реакцией властей. Что касается первого инцидента, каждый год 16 марта в центре Риги проводится собрание с почестями солдатам, сражавшимся в латвийском подразделении Waffen SS. В связи с этим ЕКРН выражает сожаление о том, что весной 2010 года административный районный суд отменил решение Рижской думы, запрещавшее это шествие», и рекомендовала, «чтобы власти Латвии осудили все попытки чтить лиц, сражавшихся в рядах Waffen SS и сотрудничавших с нацистами. ЕКРН также рекомендует, чтобы власти запрещали любые собрания или шествия, в каком бы то ни было виде легитимизирующие нацизм».
В 2013 году Специальный докладчик ООН по расизму послал Латвии запрос о мероприятиях 16 марта.
В 2018 году Европейский парламент принял резолюцию о росте неофашистского насилия в Европе, среди прочего отметив, что «каждый год 16 марта тысячи людей собираются в Риге ко Дню латышских легионеров, чествуя латышей, служивших в Ваффен-СС».

## Инциденты
В 2005 году путь колонне легионеров был преграждён группой антифашистов в робах узников концлагерей. В результате беспорядков полиция задержала несколько десятков человек.
В 2009 году власти Риги запретили массовые шествия, разрешив возложение цветов к памятнику Свободы в частном порядке. Организации «Родина» и «Ястребы Даугавы», получившие отказ, выразили намерение оспорить решение в суде. Латвийские антифашисты выразили протест, собравшись неподалёку от памятника и скандируя: «Фашисты!». Как отметили представители полиции, латвийскому спецназу «пришлось принять меры к некоторым людям, по всей видимости, антифашистам, державшим антигосударственный символ — флаг Советского Союза». Полиция задержала членов Латвийского антифашистского комитета Эдуарда Гончарова и Иосифа Корена, а также депутата Рижской думы Виктора Дергунова.
МИД России заявил: «активность полиции была направлена на пресечение протестов антифашистов, а не незаконной сходки бывших эсэсовцев. <…> Такие действия не могут быть квалифицированы иначе, как продолжение практики потакания неонацистам». Бельгийские ветераны обратились в МИД Бельгии с просьбой направить обращение властям Латвии. В письме председателя Международной федерации участников Сопротивления — Ассоциации антифашистов Мишеля Вандербогга марш эсэсовцев назывался «постыдным и провокационным». Как отмечалось в письме, ветераны «хотели бы привлечь внимание к тому, что бывшие члены СС и сочувствующие им неонацисты намереваются провести 16 марта марш» и «напомнить, что члены частей СС, входивших в состав гитлеровских войск, были осуждены в 1946 году Нюрнбергским международным трибуналом как военные преступники».
16 марта 2016 года Грэм Филиппс, британский журналист и внештатный корреспондент российского телеканала Russia Today, посетил марш и попытался возглавить колонну легионеров и их сторонников. Потом он спрашивал у участников мероприятия «почему они хотят чтить память нацистов и фашистов» и на чьей стороне воевали латышские легионеры, не на стороне нацистской Германии ли, говорил он при этом на русском языке. При этом Филиппс был в оранжевом жилете представителя прессы; в конце концов его задержали и составили протокол за нарушение общественного порядка во время шествия и игнорирование замечаний полиции. Грэма выдворили из Латвии в Россию с запретом посещать Латвию на 3 года.